# Le Roi des étoiles
Le Roi des étoiles (deutsch „König der Sterne“ oder „Sternenkönig“, russisch Звездоликий, Zwesdóliki, wörtl. „Der Sternengesichtige“) ist eine Kantate, die der russische Komponist Igor Strawinsky (1882–1971) in den Jahren 1911/12 schrieb. Uraufgeführt wurde das Claude Debussy gewidmete Werk erst 1939.

## Entstehung und Uraufführung
Im Winter 1911/12, also in unmittelbarer zeitlicher Nähe zur Ballettmusik Le sacre du printemps, schrieb Igor Strawinski im ukrainischen Ustilug die Kantate Le Roi des étoiles auf einen Text des russischen Dichters Konstantin Balmont.
Strawinski widmete das Werk Claude Debussy, mit dem er in Frankreich freundschaftlich verkehrte. Debussy schrieb in einem Dankesbrief an Strawinski am 18. August 1913: „Die Musik von Le Roi des Etoiles bleibt außerordentlich. […] ich sehe nicht, wo man die Kantate aufführen könnte, außer auf dem Sirius und Aldebaran. Was unseren bescheidenen Planeten anbelangt, wage ich zu behaupten, dass sie für den Hörer wie in einem Abgrund versenkt bleibt.“
Tatsächlich erschien das Werk zwar 1913 im Verlag Jurgenson, gelangte aber, nicht zuletzt wegen seiner erheblichen aufführungspraktischen Schwierigkeiten, erst am 19. April 1939 zur Uraufführung (in Brüssel mit dem Orchestre de la Radio de Bruxelles unter Leitung von Franz André). Die deutsche Erstaufführung erfolgte 1957 beim Westdeutschen Rundfunk in Köln unter Hans Rosbaud. Le Roi des étoiles zählt bis heute zu den am wenigsten bekannten Kompositionen Strawinskys.

## Werk
Die lediglich 54 Takte umfassende, knapp 6-minütige Komposition verlangt einen 6-stimmigen Männerchor und ein großes Orchester folgender Besetzung: Piccoloflöte, 3 Flöten (3. auch Piccolo), 4 Oboen (4. auch Englischhorn), 4 Klarinetten (eine in Es), 3 Fagotte, Kontrafagott, 8 Hörner, 3 Trompeten, 3 Posaunen, Tuba, Pauken, Große Trommel, Tamtam, 2 Harfen, Celesta und dreifach geteilte Streicher.
Der hochdifferenzierte Orchestersatz ist nicht begleitend, sondern weitgehend unabhängig von den ebenfalls mehrfach geteilten Männerstimmen, was den Ausführenden hohe Intonationssicherheit abverlangt. Ein vorangestelltes Motto stellt Moll und Dur unvermittelt nebeneinander; bitonale Schichtungen prägen auch den weiteren Verlauf. Kompositorisch näherte sich Strawinski hier stark den impressionistischen Klangvorstellungen von Debussy und Alexander Skrjabin an, ein Weg, den er in späteren Kompositionen nicht mehr weiterverfolgen sollte.
Das symbolistisch-endzeitliche Gedicht Konstantin Balmonts lautet in deutscher Übersetzung:
Sein Antlitz war wie die Sonne,

  zur Stunde, da sie den Zenit erreicht.

Seine Augen waren wie die Sterne,

  die aufstrahlend durch den Himmel stürzen.

Die Farben des Regenbogens

  waren eingewebt und kunstvoll eingefügt

in dem prächtigen Gewande,

  das der Wiederauferstandene trug.

Um ihn röteten sich die Donner

  in den zerrissenen, erzürnten Wolken,

und sieben goldene Siebengestirne

  brannten wie Kerzen vor ihm.

Die Trauben der lodernden Blitze

  erblühten wie Blumen am steilen Abhang.

›Haltet ihr die Gebote?‹ Auf seine Frage

  scholl unser Schrei: ›Ja, Herr!‹

›Ich bin der erste und der letzte.‹

  Auf sein Wort dröhnte der Donner Antwort.

›Die Stunde der Ernte ist gekommen‹, sprach der Sternenäugige,

  ›macht die Sichel bereit! Amen.‹

Wir, die Schar der Getreuen, standen auf.

  Im Himmel loderten die Wolken,

und sieben goldene Siebengestirne

  wiesen den Weg zur Grenze der Wüste.